# بيدرو لويز بارون
بيدرو لويز بارون هو لاعب كرة قدم برازيلي في مركز الدفاع، ولد في 29 يونيو 1986 في Viana, Espírito Santo ‏ في البرازيل. لعب مع نادي غاما.

## وصلات خارجية
- بيدرو لويز بارون على موقع قاعدة بيانات كرة القدم.إي يو (الإنجليزية)
- بيدرو لويز بارون على موقع Soccerway.com (الإنجليزية)